# Psychotria hypochlora
Psychotria hypochlora là một loài thực vật có hoa trong họ Thiến thảo. Loài này được (K. Schum. ex K. Krause) De Wild. miêu tả khoa học đầu tiên năm 1924.